# Maya Deren
Maya Deren, pseudònim d'Eleonora Derenkowsky (Kiiv, Ucraïna, 12 de maig [C.J. 29 d'abril] de 1917 - Nova York, 13 d'octubre de 1961) fou una de les principals realitzadores del cinema experimental nord-americà dels anys 40. Les seves pel·lícules s'inspiren en el surrealisme i en la psicoanàlisi. La seva obra té un important rerefons teòric, que va desenvolupar en diversos textos assagístics, entre els quals An Anagram of Ideas on Art, Form, and Film (1946). Deren també va ser coreògrafa, ballarina, poeta i fotògrafa, i va dedicar un llarg període de la seva vida a estudiar els rituals de vudú a Haití. Creà el moviment continu a través de l'espai físic i el temps, amb la capacitat de convertir la seva visió en un corrent de consciència, principalment amb obres com Meshes of the afternoon (1943), Portrait of Carol Janeway (1943), At Land (1944), A study in Coreography for Camera (1945), The Very Eye of Night (1948) o Mediation on Violence (1952-1959).

## Biografia
Nascuda el 1917 a la ciutat de Kíiv, Ucraïna, Eleonora Derenkowsky va arribar als Estats Units d'Amèrica el 1922 al costat del seu pare, un psiquiatre, i la seva mare, una artista, que van fugir després d'una sèrie de pogroms antisemites i per les simpaties del seu pare per Lev Trotski. Van arribar a Siracusa, Nova York. El pare va escurçar el nom familiar a Deren poc temps després d'arribar a la ciutat. Aquest es va unir al cos de psiquiatres en el State Institute for the Feeble-Minded a Siracusa. La seva mare es va mudar a París per quedar-se amb la seva altra filla, mentre Maya assistia a la League of Nations School a Ginebra, Suïssa, des de 1930 fins al 1933. El 1928 es va fer ciutadana dels Estats Units.
Deren va començar els seus estudis de Periodisme i Ciències polítiques a la Universitat de Siracusa, on s'uní a la "Trotskyist Young People 's Socialist League". A través de la lliga de joves socialistes coneix Gregory Bardacke, amb qui es casaria a l'edat de 18 anys. Després de graduar-se el 1935 es va mudar a la ciutat de Nova York. Ella i el seu marit es van tornar protagonistes de diverses causes socials a la ciutat. Deren es va graduar a la Universitat de Nova York i posteriorment es va separar de Gregory, el 1939. Va començar estudis de mestratge en literatura anglesa a la "New School for Social Research" i els va completar en el "Smith College". Després de graduar-se va tornar a la "New York's Greenwich Village" on va treballar com a free-lance. En 1941 es converteix en la secretària personal de la coreògrafa Katherine Dunham, al final de la gira la companyia de dansa es va aturar a Hollywood. Aquí va ser on Deren va conèixer Alexander Hackenschmied, un fotògraf i camarògraf txec molt conegut, qui es convertiria en el seu segon marit el 1942. Hackenschmid va volar a Txecoslovàquia després de l'avanç de Hitler. Va canviar el seu nom, per petició de Deren, a Alexander Hammid (pseudònim Sasha) perquè Deren va pensar que Hackenschmid sonava molt jueu, i ell no ho era. Dos anys després, el 1943, Deren dirigí la seva primera pel·lícula amb Alexander Hammid: Meshes of the Afternoon. Decidí canviar el seu nom per “Maya”, ja que per als budistes vol dir “il·lusió”. En la mitologia grega es tradueix com a “missatgera dels déus”.
Ella va escriure la Teoria del cinema i va distribuir les seves pel·lícules, viatjant pels EUA, Cuba i el Canadà. Utilitzava el format de conferència-demostració per presentar les seves idees sobre el cinema i es basava en el vudú, la interrelació de la màgia, la ciència i la religió, com bé mostrava als seus curts.
Va contreure matrimoni l'any 1960 amb Teiji Ito, fins a la seva mort, el 13 d'octubre de 1961 a Nova York.

### Carrera professional
Va ser escriptora de prosa, poesia i assajos polítics, i una apassionada de la dansa i de la fotografia; però, sobretot, va ser una cineasta ("amateur", com a ella li agradava dir, en el sentit de "amant") que va tenir una manera particular d'entendre el cinema. Defensora a ultrança del mitjà cinematogràfic com a forma d'art, Deren mai va desistir en la seva obstinació de cercar el llenguatge propi i únic d'aquest art del temps i de l'espai, ni de lluitar per la seva independència de la resta de les arts.
Maya Deren va ser pionera en un enfocament dinàmic de la projecció de pel·lícules dels propis cineastes que van portar a una reestructuració completa de la distribució no teatral en els Estats Units. A principis de 1946 va llogar el teatre de "Provincetown Playhouse" a MacDougal Street, Nova York, per a un espectacle d'una nit de les seves tres primeres pel·lícules. Aquest sobtat èxit va portar a tot un seguit d'actuacions per tots els Estats Units.
La cineasta va ser la primera realitzadora a rebre un beca Guggenheim pel treball creatiu al cinema (1947). Deren va establir la "Fundació Creativa de Cinema" a la dècada dels 50 per premiar els èxits de cineastes independents.

### Mort
Deren va morir a l'edat de 44 anys d'un vessament cerebral, causat per una desnutrició avançada. La seva condició també va ser agreujada per l'ús d'amfetamines, que prenia des que va començar a treballar amb Dunham el 1941, prescrites per un metge. Les seves cendres van ser escampades a la Muntanya Fuji, Japó. Es van fer especulacions sobre la mort de Deren, potser sense fonament, en part generades pel fet que Deren era practicant de vudú Haití. La mort de l'Stan Brakhage va promoure aquest punt de vista a la pel·lícula Wit’s End, així com entrevistes en els dos documentals realitzats sobre Deren fins a la data, per JoAnn Kaplan i Martina Kudlacek. El vudú és generalment desacreditat com una gran religió mundial, una pràctica que es basa en el racisme, i que Deren va treballar per corregir en els seus estudis i conferències.

## Influències
Encara que fou pionera del cinema Underground, Deren va aprender molt com a assistent de la coreògrafa Katherine Dunham (i amb qui va viatjar a Haití) i, a més a més, va beure molt de Galka Scheyer (concretament en els elements de la psicoanàlisi). Va ser qui va introduir Maya Deren i la va inspirar en el treball de certs arquetips universals: el mar, la mitología grega, les referències del cos humà.
El seu matrimoni amb Hammid també la va introduir en tècniques cinematogràfiques molt valuoses per la seva carrera professional.

## Univers Derenià
Maya Deren va ser una de les artistes i pensadores que parlen de la gran paradoxa del nostre temps, qui pensava que la civilització havia arribat més a prop de penetrar en els secrets de la matèria orgànica i inorgànica i que estem menys familiaritzats amb el món de les coses tangibles que qualsevol tribu humana hagi pogut aconseguir. Deren sempre estigué interessada en el ritual. Ella va anar a Haití a la recerca de les restes d'una cultura en què el simbolisme del gest humà i de l'espai en el qual es mou el cos encara estava estandarditzat pel que els psicòlegs anomenen "validació consensual". Nosaltres, al New York del segle xx, ja no gaudim d'aquesta mena de consens. Els nostres estàndards comuns es redueixen a la pràctica. Però estem encara accessibles a un llenguatge d'imatges per la sensació comuna.
Tot i que, per diferents motius, la figura i l'obra de Maya Deren han romàs, injustament, durant anys a l'ombra, la seva tasca i la seva herència, tant creatives com teòriques, han influenciat -i ho segueixen fent- a multitud d'artistes; i la seva manera de treballar va contribuir, en gran manera, a l'obertura de noves vies de producció i distribució de l'obra artística audiovisual.
El significatiu de la seva aportació és que tota la seva carrera corre en paral·lel a l'obertura de noves vies per al cinema d'avantguarda. La seva obra va servir de frontissa entre les arts plàstiques i el cinema. Maya Deren va ser la primera directora de cinema nord-americà que va visitar instituts i universitats per donar a conèixer el cinema experimental.
La col·lecció de Maya Deren consisteix en revistes i diaris, manuscrits, correspondències, material imprès, material professional, material financer, fotografia, material audiovisual i altres articles. S'inclouen dins de la col·lecció dels arxius d'investigació de Robert Steele: revistes i diaris de Maya Deren on s'inclouen tres diaris (1931-1936), cartes escrites per ella mateixa ("Dear Alter Ego") a partir de 1938; un diari que va escriure en la seva estada a Haití -en el qual s'inclouen notes, cartes i poemes a data de 1947- una transcripció del diari de Maya Deren escrit per Robert Steele amb una introducció d'ella; pàgines de quadern datades el 1953 pel que fa a Gregory Bateson, Bali i Haití.
Els manuscrits de la col·lecció de Deren són extensos, ja que daten els primers escrits des de la seva joventut a la dècada de 1920 fins als seus escrits posteriors de pel·lícules de la dècada dels 60. S'inclouen poemes, treball escolar (sobretot a nivell universitari), relats de ficció, històries curtes, articles per a la Village Voice, assajos, sinopsi, apunts per a les pel·lícules a més de transcripcions d'entrevistes amb Deren i diverses notes, idees, esbossos i altres escrits. Especialment notables són els seus manuscrits per An Anagram of Ideas on Art, Form and Film (publicat en 1946), esborranys i notes de Divine Horsemen: The Living Gods of Haiti (publicat per primera vegada en 1946); esborranys i altres escrits en relació amb les seves pel·lícules, incloent un ritual en Tranfigured Time, At Land, The Very Eye of Night, Seasons of Strangers i The Magic Flute. També existeixen traduccions de Deren de la novel·la "Conquered City", per Victor Serge a data de 1939; dos poemes de Stan Brakhage i una lectura a càrrec de Salomó Deren lliurada en 1938. La correspondència de la col·lecció es compon de dues cartes personals i professionals. Les primeres inclouen nombroses cartes entre Deren i la seva mare que daten des de 1924 fins a 1960; diverses cartes de Deren a Hammid mentre estava de gira amb Katherine Dunham (1941); altres tantes cartes entre Deren i Gene Baro, des dels anys 50; i cartes de Deren a diverses persones, incloent a Marlon Brando, Joseph Campbell i Salvador Dalí, entre d'altres.
El 1985 el tercer marit de Deren, Teiji Ito, i la seva nova esposa, Cherel, van editar les imatges d'Haití que havia quedat incompleta des de la mort de Deren. El material va ser empalmat entre si per formar una estructura antropològica i es va afegir una narració de veu en off per aclarir els detalls de les cerimònies. Després del seu llançament, els crítics van expressar que la pel·lícula estava en desacord amb l'estil de Deren i contrasten amb la seva concepció original de la pel·lícula.
Maya Deren va ser una figura clau en el desenvolupament del "nou cinema americà". La seva influència s'estén a cineastes contemporanis com David Lynch, la pel·lícula Lost Highway (1997) ret homenatge a "Meshes of the Afternoon" per la seva experimentació amb la narració. Lynch adopta un patró en espiral narrativa similars, defineix la seva pel·lícula dins d'una ubicació similar i estableix un estat d'ànim de temor i paranoia, el resultat de la vigilància constant. Les dues pel·lícules se centren en el malson, ja que s'expressa en la duplicació de caràcters i difícil d'aconseguir en la incorporació de la "fugida psicogénica", l'evacuació i substitució d'identitat, cosa que també va ser central en el ritual vudú.

### Llibres i articles
Deren és autora de dos llibres: An Anagram of Ideas on Art, Form and Film, 1946 (reimprès a "The Legend Of Maya Deren, vol 1, part 2") i Divine Horsemen: The Living Gods of Haiti (1953) un llibre que es va fer després del seu primer viatge a Haití, el 1947, i que està sent considerat un dels més útils en el vudú d'Haití.

La cineasta també va escriure "Cinematography: the creative use of reality" i un article no publicat titulat "Psychology of Fashion". El 1953 Deren va presentar un document titulat "Poetry and the Film". En aquest treball es va al·legar que la pel·lícula treballa sobre dos eixos: l'horitzontal, incloent la narrativa, el caràcter i l'acció, i el vertical, que es caracteritza pels elements més efímers d'estat d'ànim, el to i el ritme.
Índex de textos: Autorretrato (1935), Declaración de principios, La posesión religiosa en la danza (1942), Coreografía para la cámara (1945), La magia es nueva (1946), El cine como forma de arte (1946), Haciendo películas con una nueva dimensión: El tiempo (1946), Un anagrama de ideas sobre arte, forma y cine (1946), Montaje creativo (1947), Planificando a ojo. Notas sobre cine “personal” y cine “industrial” (ca. 1947), Amateur versus Profesional (1959), Cinematografía: El uso creativo de la realidad (1960), La aventura de hacer cine creativo (1960), notes sobre pel·lícules i apunts diversos.

## Filmografia
El ritme és un element definitori de totes les pel·lícules de Deren. Sorgeix del joc de la repetició i la variació, que és part integral dels seus experiments en la narrativa.

### Curtmetratges

#### Meshes of the Afternoon, 1943
Una dona (interpretada per la mateixa Maya Deren) explora les seves pròpies imatges interiors, a través d'un somni, on els objectes ordinaris de la seva vida diària aconsegueixen un misteri colpidor. Deren va explicar que volia "plasmar en la pel·lícula la sensació que experimenta un ésser humà sobre un incident, més que gravar l'incident amb precisió". Codirigit amb el seu marit Hammid, "Meshes of the Afternoon", a través de les seves múltiples lectures i reinterpretacions, aviat es va erigir com un dels films experimentals més importants de tots els temps, i va convertir a Maya Deren en la veu preeminent del "avant-garde cinema" dels Estats Units en els anys 40 i 50, influint en directors com Jean Cocteau, Luis Buñuel o David Lynch. El film el va adquirir al MoMA (The Museum of Modern Art) de Nova York.
És una de les obres més influents en el cinema experimental nord-americà. Té una duració de 14 minuts i és en blanc i negre. S'inspira directament en les primeres obres de Kenneth Anger, Stan Brakhage, i altres grans cineastes experimentals. Ben filmada per Hammid, la pel·lícula fa un ús nou de recursos cinematogràfics estàndard com ara l'edició i el muntatge de preses mat. A través dels seus extensos escrits, conferències i pel·lícules, Deren va esdevenir la veu preeminent de cinema d'avantguarda en la dècada de 1940 i principis de 1950.

#### At Land, 1944
Film experimental de 15 minuts mut, en blanc y negre, escrit, dirigit i protagonitzat per Maya Deren. Disposa d'una narració onírica en la qual una dona, interpretada per Deren, es banya en una platja i marxa en un viatge estrany en el qual es trobarà amb altres persones i altres versions de si mateixa. El compositor John Cage i el poeta i crític de cinema Tyler Parker van estar involucrats en el rodatge i apareixen a la pel·lícula, que va ser rodada en Amagansett (Long Island), a més del seu marit Hammid. A la pel·lícula reforça el seu interès per la juxtaposició d'espais anacrònics i introdueix una crítica dels rituals socials.

#### A study in Choreography for Camera, 1945
Les pel·lícules de Deren van ser descrites pel crític de dansa John Martin al New York Times com "coreocine", un neologisme que intenta mostrar dues de les preocupacions temàtiques de Deren: el cos humà en moviment i el cinema en si mateix. Va ser en aquesta pel·lícula on la cineasta va aplicar la seva visió de l'alliberament del cos humà, des de l'espai real-teatral. En l'estudi, un ballarí (Talley Beatty) es mou sense esforç entre els diferents ambients (boscos, sala d'estar, galeria d'un museu, etc.). L'èxit va arribar a través de la perfecta harmonia dels seus moviments coreogràfics, precisament, amb el model de l'edició de la pel·lícula. Com Beatty salta d'un espai a través de connexions de cinema de Deren, es crea una nova realitat geogràfica, on les grans distàncies es poden cobrir en el lapse de només quatre minuts. El rendiment i la disciplina de Beatty no traeix les dificultats que ell i el seu director va haver de superar per arribar a un resultat tan fluid. La càmera de Deren, en efecte, es converteix en soci de Beatty.

#### Ritual in Transfigured Time, 1946
La pel·lícula més semblant en forma narrativa a Meshes on the afternoon que en aquest cas explora la por al rebuig i la llibertat d'expressió en un ritual de depuració. Un esdeveniment social coreografiat a l'estil d'un ball, il·luminat per conceptes extrets de la llegenda grega, una de les obres més intrigants de la cineasta Maya Deren.

#### The very eyeof night, 1948
Ballarins a l'estil dels déus grecs dansen sobre un fons d'estrelles, com si estiguessin lliures de la gravetat. Va ser una col·laboració amb l'Escola de Ballet de l'Òpera Metropolitana. Deren el va anomenar el seu "ballet de la nit", una dansa etèria dins d'un espai nocturn que es va centrar en l'espectacle en lloc de la narrativa. Ito va col·laborar en la banda sonora utilitzant blocs de tons i timbres, recordant el ritme de Meshes of the Afternoon. Va resultar ser la pel·lícula més controvertida i incompresa de Deren.

#### Mediation on Violence, 1952-1959
Film de 12 minuts on un jove oriental amb un mocador i el tors nu, s'exercita davant d'una sèrie de parets sense adorns, primer sense espasa i després amb ella. A "Meditation on Violence" la càmera de Deren està motivada pel moviment d'aquest home, anomenat Chao Li Chi. Aquesta pel·lícula es caracteritza per una falta de dinamisme i mobilitat que hem arribat a esperar de la càmera de Deren. També enfosqueix la distinció entre la violència i la bellesa. Les ombres a la paret blanca, darrere de Chi, amplifiquen el moviment del ritual Wu Tang.

### Curts sense acabar

#### Witch's Cradle, 1944
Deren utilitza la càmera per desafiar el temps i l'espai a través de la desaparició i reaparició dels objectes. Basat en un article escrit pel francès Charles Duits, company d'André Breton i un extra en el ritual en el temps transfigurat, Deren enfront d'aquestes bruixes i mags medievals s'assembla als surrealistes, i hi ha una certa relació amb el moviment. Ella es va resistir al fet que l'etiquetessin i va defensar la seva posició en l'erudició que posseïa i en una gira que va realitzar donant conferències.

#### Ensemble for Somnabulists, 1951
És un treball coreogràfic inacabat i no publicat de Maya Deren, rodat en 1951 mentre treballava per a la Toronto Film Society. Recentment s'ha recuperat i publicat com a extra en el DVD del documental "In the mirror of Maya Deren" (Martina Kudlacek, 2004).

### Pel·lícules sobre Maya Deren
- Invocation: Maya Deren (1987) Dir: Jo Ann Kaplan
- In The Mirror of Maya Deren (2001) Dir: Martina Kudlacek